# Маркъс
Маркъс (на английски: Marcus) е град в окръг Стивънс, щата Вашингтон, САЩ. Маркъс е с население от 117 жители (2000) и обща площ от 0,6 km². Намира се на 424 m надморска височина. ЗИП кодът му е 99151, а телефонният му код е 509.